# Ворик Тауншип (округ Бакс, Пенсільванія)
Ворик Тауншип (англ. Warwick Township) — селище (англ. township) в США, в окрузі Бакс штату Пенсільванія. Населення — 14 851 особа (2020).

### Клімат
| Клімат : Ворик Тауншип       | Клімат : Ворик Тауншип | Клімат : Ворик Тауншип | Клімат : Ворик Тауншип | Клімат : Ворик Тауншип | Клімат : Ворик Тауншип | Клімат : Ворик Тауншип | Клімат : Ворик Тауншип | Клімат : Ворик Тауншип | Клімат : Ворик Тауншип | Клімат : Ворик Тауншип | Клімат : Ворик Тауншип | Клімат : Ворик Тауншип | Клімат : Ворик Тауншип |
| Показник                     | Січ.                   | Лют.                   | Бер.                   | Квіт.                  | Трав.                  | Черв.                  | Лип.                   | Серп.                  | Вер.                   | Жовт.                  | Лист.                  | Груд.                  | Рік                    |
| Середній максимум, °C        | 4,1                    | 5,8                    | 10,4                   | 17,0                   | 22,4                   | 27,4                   | 29,8                   | 28,8                   | 25,0                   | 18,8                   | 12,7                   | 6,4                    | 17,4                   |
| Середня температура, °C      | −0,6                   | 0,9                    | 5,1                    | 11,0                   | 16,3                   | 21,6                   | 24,1                   | 23,2                   | 19,2                   | 12,7                   | 7,3                    | 1,8                    | 11,9                   |
| Середній мінімум, °C         | −5,3                   | −4                     | −0,3                   | 5,1                    | 10,3                   | 15,7                   | 18,3                   | 17,6                   | 13,3                   | 6,6                    | 2,0                    | −2,7                   | 6,4                    |
| Норма опадів, мм             | 85                     | 68                     | 98                     | 101                    | 110                    | 108                    | 130                    | 107                    | 112                    | 100                    | 93                     | 100                    | 1211                   |
| Вологість повітря, %         | 66.4                   | 62.9                   | 58.6                   | 58.3                   | 62.3                   | 67.0                   | 67.3                   | 69.7                   | 71.0                   | 70.0                   | 68.4                   | 68.9                   | 65.9                   |
| ---------------------------- | ---------------------- | ---------------------- | ---------------------- | ---------------------- | ---------------------- | ---------------------- | ---------------------- | ---------------------- | ---------------------- | ---------------------- | ---------------------- | ---------------------- | ---------------------- |
| Джерело: PRISM Climate Group |                        |                        |                        |                        |                        |                        |                        |                        |                        |                        |                        |                        |                        |

## Демографія
Згідно з переписом 2010 року, у селищі мешкало 14 437 осіб у 5109 домогосподарствах у складі 4106 родин. Було 5241 помешкання
Расовий склад населення:
| - 93,4 % — білих - 3,7 % — азіатів - 1,3 % — чорних або афроамериканців - 0,2 % — корінних американців |

До двох чи більше рас належало 1,0 %. Частка іспаномовних становила 2,1 % від усіх жителів.
За віковим діапазоном населення розподілялося таким чином: 26,6 % — особи молодші 18 років, 60,6 % — особи у віці 18—64 років, 12,8 % — особи у віці 65 років та старші. Медіана віку мешканця становила 41,9 року. На 100 осіб жіночої статі у селищі припадало 94,8 чоловіків;  на 100 жінок у віці від 18 років та старших — 92,3 чоловіків також старших 18 років.
Середній дохід на одне домашнє господарство  становив 123 957 доларів США (медіана — 107 035), а середній дохід на одну сім'ю — 139 432 долари (медіана — 129 519). Медіана доходів становила 80 735 доларів для чоловіків та 53 496 доларів для жінок. За межею бідності перебувало 3,0 % осіб, у тому числі 4,5 % дітей у віці до 18 років та 2,4 % осіб у віці 65 років та старших.
Цивільне працевлаштоване населення становило 7933 особи. Основні галузі зайнятості: освіта, охорона здоров'я та соціальна допомога — 29,0 %, виробництво — 12,8 %, науковці, спеціалісти, менеджери — 12,1 %.